# Anal (ö)
Anal är en ö i Marshallöarna.   Den ligger i kommunen Likiep, i den nordvästra delen av Marshallöarna, 400 km nordväst om huvudstaden Majuro. Arean är 0,12 kvadratkilometer.
Terrängen på Anal är platt.